# 江別市立病院
江別市立病院（えべつしりつびょういん）は、北海道江別市にある病院（市区町村立病院）。

## 沿革
- 1951年（昭和26年）：国立札幌病院（現在の国立病院機構北海道がんセンター）の診療所を江別町（当時）へ移管したことに伴い、「江別町立病院」として開院[1][3]。
- 1952年（昭和27年）：国民健康保険事業の直営診療病院となる[3]。
- 1954年（昭和29年）：市制施行に伴い「市立江別国民健康保険病院」と改称[3]。
- 1955年（昭和30年）：附属准看護婦養成所（後の市立江別高等看護学院）設置（1981年廃止）[3]。
- 1957年（昭和32年）：「市立江別総合病院」と改称[3]。
- 1981年（昭和56年）：自治省（当時）が「病院事業準用再建計画」承認[3]。
- 1984年（昭和59年）：外来棟新設[3]。夜間急病診療部門開設（2006年市に移管）[3]。
- 1998年（平成10年）：新病院建築工事竣工し、「江別市立病院」と改称[3]。
- 2000年（平成12年）：指定居宅介護支援事業所設立[3]。
- 2008年（平成20年）：24時間院内保育所開設（外部委託）[3]。
- 2010年（平成22年）：訪問看護ステーション「いたわり」開設[3]。

## 機関指定
| 救急告示医療機関（救急指定病院）         | 北海道総合内科医養成研修センター  |
| 北海道特定不妊治療費助成事業指定医療機関 | DPC（診断群分類包括評価）対象病院 |

## 診療科等
診療科
- 総合内科
- 内科
- 呼吸器科
- 消化器科
- 循環器科
- 精神科
- 小児科
- 外科
- 整形外科
- 皮膚科
- 泌尿器科
- 産婦人科
- 眼科
- 耳鼻咽喉科
- 麻酔科

部門
- 診療技術部
  - 薬剤科
  - リハビリテーション科
  - 放射線科
  - 臨床工学科
  - 臨床検査科
  - 栄養科
  - 糖尿病教室
- 医療安全管理部
  - 医療安全管理室
- 医療連携部
  - 地域医療連携室
  - 健康セミナー
- 看護部

## 施設認定
| 臨床研修指定病院                       | 日本内科学会認定医制度教育病院           |
| 日本小児科学会小児科専門医研修施設     | 日本外科学会外科専門医制度修練施設       |
| 日本整形外科学会整形外科専門医研修施設 | 日本泌尿器科学会専門医教育施設           |
| 日本眼科学会専門医制度研修施設         | 日本精神神経学会精神科専門医制度研修施設 |
| 日本ペインクリニック学会指定研修施設   | 日本救急医学会救急科専門医指定施設       |
| 日本循環器学会循環器専門医研修施設     | 日本麻酔科学会麻酔科認定病院             |
| 日本病理学会研修登録施設               | 日本がん治療認定医機構認定研修施設       |
| 日本乳癌学認定医・専門医制度関連施設   | 日本消化器外科学会専門医制度関連施設     |

## アクセス・駐車場
- 北海道中央バス（江別営業所）「江別市立病院」バス停降車
- ジェイ・アール北海道バス（空知線）「江別3丁目」バス停から徒歩約3分
- 北海道旅客鉄道（JR北海道）江別駅から徒歩約10分
- 駐車場456台

## 参考資料
- “江別市立病院 新公立病院改革プラン” (PDF).   江別市立病院 (2017年). 2017年5月16日閲覧。